# Salvatore Siino
Salvatore Siino (* 5. Oktober 1904 in Capaci, Provinz Palermo, Italien; † 8. Oktober 1963) war ein römisch-katholischer Diplomat des Heiligen Stuhls.

## Leben
Salvatore Siino empfing am 5. April 1930 das Sakrament der Priesterweihe für das Erzbistum Monreale.
Am 27. Oktober 1953 ernannte Papst Pius XII. ihn zum Titularerzbischof von Perge und bestellte ihn zum Apostolischen Nuntius in der Dominikanischen Republik. Der Kardinalvikar von Rom, Clemente Kardinal Micara, spendete ihm am 29. November desselben Jahres die Bischofsweihe; Mitkonsekratoren waren der Sekretär der Kongregation für außerordentliche Aufgaben der Kirche, Kurienerzbischof Antonio Samorè, und der Erzbischof von Monreale, Francesco Carpino.
Am 14. März 1959 wurde Salvatore Siino Apostolischer Nuntius auf den Philippinen.
Salvatore Siino nahm an der zweiten Sitzungsperiode des Zweiten Vatikanischen Konzils teil.